# Elatostema hypoglaucum
Elatostema hypoglaucum är en nässelväxtart som beskrevs av B.L. Shih och Yuen P. Yang. Elatostema hypoglaucum ingår i släktet Elatostema och familjen nässelväxter. Inga underarter finns listade i Catalogue of Life.